# La rosa del Rancho
La rosa del Rancho (Rose of the Rancho) è un film muto del 1914 diretto da Cecil B. DeMille e da Wilfred Buckland (che fonti moderne accreditano alla regia insieme a DeMille).
La commedia da cui è tratto il soggetto del film andò in scena per la prima volta a Broadway il 27 novembre 1906. Scritta da David Belasco e da Richard Walton Tully, conobbe un grande successo. Fu replicata per 480 volte e venne quindi ripresa con altrettanta fortuna nell'agosto e nel dicembre 1907.
La Paramount nel 1936 ne fece un remake sonoro, Rose of the Rancho, diretto da Marion Gering, che aveva come protagonista John Boles.

## Trama
Nel 1850, il governo federale invia in California l'agente segreto Kearney che deve investigare sulle frodi territoriali ai proprietari terrieri spagnoli. Ezra Kincaid, un profittatore, compie un raid ai danni di Espinoza che, durante l'irruzione, viene ucciso insieme alla figlia Isabel. Nel frattempo, Kearney conosce Juanita Castro, la "rosa". I due giovani sono attratti l'uno dall'altra anche se Juanita è già fidanzata con Don Luis del Torre. Quando l'americano scopre i piani di Kincaid per impadronirsi del ranch Castro, avverte Juanita e sua madre, la Señora Castro-Kenton. Ma questa non vuole credere al gringo e si rifiuta di registrare il ranch. Alla festa di fidanzamento di Juanita, Kearney riesce a ritardare la venuta di Kincaid, così che le truppe federali arrivano in tempo a salvare il ranch. Il comportamento di Kearney viene finalmente apprezzato dagli spagnoli e gli viene concessa la mano di Juanita.

## Produzione
Il film fu prodotto dalla Jesse L. Lasky Feature Play Company. Venne girato in California dal 30 settembre al 22 ottobre 1914, a San Fernando e al Lasky Ranch, a Los Angeles.

## Distribuzione
Distribuito dalla Famous Players-Lasky Corporation e dalla Paramount Pictures, uscì nelle sale cinematografiche statunitensi il 15 novembre 1914. Il film, che aveva avuto un budget stimato di 16.988 dollari, incassò negli Stati Uniti 87.028 dollari. In Italia uscì nel 1922 distribuito dalla Monat.